# 1939 na rádio
Nesta página encontrará referências aos acontecimentos directamente relacionados com a rádio ocorridos durante o ano de 1939.

## Nascimentos
| Data       | Nome                      | Profissão             | Nacionalidade | Observações | Ref |
| ---------- | ------------------------- | --------------------- | ------------- | ----------- | --- |
| 7 de julho | António Ribeiro Cristóvão | jornalista e político | Portugal      |             | .   |

## Mortes
| Data | Nome | Profissão | Nacionalidade | Observações | Ref |
| ---- | ---- | --------- | ------------- | ----------- | --- |